# Gouvernante
Pour les articles homonymes, voir Gouvernante (homonymie).
La gouvernante d'hôtel est un métier de service du secteur hôtelier.

## Descriptif
La gouvernante est chargée de l'organisation et du contrôle du service d’entretien des chambres, et parties communes d'un hôtel.
Elle encadre et forme le personnel dit "des étages", c'est-à-dire les femmes de chambres, valets et équipiers.
Elle est souvent responsable du service de lingerie de l'hôtel, et encadre à ce titre les lingères.
C'est également elle qui est en relation avec les fournisseurs des produits d'entretien, de blanchisserie, etc.
Elle forme le personnel débutant. 
Dans les établissements de grande taille, ainsi que dans les hôtels de luxe, il existe une hiérarchie, avec une gouvernante générale, chef de service, les autres gouvernantes (gouvernantes d'étage, gouvernante des lieux publics...) ne gérant qu'un secteur spécifique de l'hôtel.

## Formation
La formation initiale varie selon les pays :
- En France, ce métier peut se préparer en formation initiale, ou en formation continue, par le biais de contrat de qualification. Les diplômes vont du CAP « SH -services hôteliers » au BTS « hôtellerie-restauration, option A mercatique et gestion hôtelière »[1].
- Au Canada, un diplôme d'études universitaires en gestion hospitalière, hôtelière ou en gestion des affaires est habituellement exigé[2].